# Giuseppe Nirta
Giuseppe Nirta (* 19. Oktober 1940 in San Luca, Kalabrien; † 23. Februar 2023 in Parma) war ein italienisches Mitglied der ’Ndrangheta. Er gehörte laut der italienischen Staatsanwaltschaft zu den 100 meistgesuchten Verbrechern Italiens.

## Leben
Nirta war das Oberhaupt des Nirta-Clans, der mit dem Strangio-Clan in einem Rachefeldzug gegen die Familien Pelle-Vottari-Romeo verbündet ist und durch die so genannte San-Luca-Fehde Bekanntheit erlangte. Die blutige Fehde zwischen den Clans begann im Februar 1991 während einer Karnevalsfeier in San Luca, in deren Verlauf es zur Tötung von zwei Mitgliedern des Strangio-Nirta-Clans und der Verletzung zweier weiterer Mitglieder kam.
Die Fehde flammte nach einer siebenjährigen Pause zu Weihnachten 2006 wieder auf, als Bewaffnete den Sohn Nirtas, Giovanni Luca Nirta, überfielen. Dieser entkam unverletzt, doch seine Ehefrau Maria Strangio – eine Cousine von Giovanni Strangio, dem Organisator und Haupttäter der Mafiamorde von Duisburg – wurde getötet. Aus Rache wurden am 15. August 2007 sechs Männer des Pelle-Romeo-Clans vor einer Pizzeria in der Nähe des Duisburger Hauptbahnhofs in ihren Autos erschossen.
Im Mai 2008 wurde Nirta, der sich in seinem Heimatort San Luca versteckt hielt, festgenommen. Am 12. Juli 2011 wurde er neben dem Haupttäter vom Geschworenengericht in Locri wegen der Morde von Duisburg zu lebenslanger Haft verurteilt.
Nirta starb am 23. Februar 2023 im Alter von 82 Jahren im Hochsicherheitstrakt des Gefängnisses von Parma, in dem er seit 2016 inhaftiert war, an einer Herzerkrankung.